# 曹汝霖
曹汝霖（1877年1月23日—1966年8月4日），字润田，男，上海人，中華民國政治人物，新交通系首领，20世纪初官员之一。

## 生平
1877年1月23日（清光绪二年十二月初十），曹汝霖生于上海。幼年入私塾，继往汉阳铁路学堂读书。1900年留學日本，在日本东京法学院学习，曾参加译书汇编社，亦曾協助法政大學舉辦「一年速成班」。1904年归国，任职商部商务司，后被调入外务部，1910年由摄政王载沣提拔为外务部左侍郎。1913年被袁世凯指派为第一届参议院议员，同年8月任外交部次长。
1915年5月，曹汝霖跟日本交涉二十一条时，因有损害民国主权的严重错失，張勳骂他「曹贼误国」。
1916年2月28日，袁世凱特派曹汝霖兼充外交官領事官資格審查委員會委員長:730。4月任交通总长，后兼署外交总长，并任交通银行总理。
1917年1月通过西原龟三向日本兴业等银行借款500万日元，是“西原借款”之一。7月任段祺瑞内阁交通总长。1918年3月兼任财政总长，又向日本大宗借款，充作军饷。1918年秋，不惜丧失山东铁路主权，向日本再次借款。1919年初任钱能训内阁交通总长。
1919年巴黎和会上，由于部分西方国家与日本事前签署了密约，故此协约国未經中方同意，将属于德国的山东之权益转移给了日本。凡尔赛条约触发国內不满情緒，引起北京大学生在1919年5月4日到天安门示威之事件。结果，五四运动正式展开，对民國国运、思想与学术发展有重大影响。
当时，出任交通总长的曹汝霖由于负责把部分权益让予日本，并与货币局总裁陆宗舆及驻日公使章宗祥一同被称为“卖国贼”。当时其中一句著名口号是“外争主权，内惩国贼”。五四事件发生时，有学生游行到赵家楼附近，并想抓到被指卖国的曹汝霖，但曹氏躲了起来，并逃离赵家楼。他们误以为当时在曹宅的章宗祥就是曹汝霖，于是痛打了章氏一顿，并把曹宅烧掉，称为火烧赵家楼事件。后来，事件演变成大规模的罢课、罢工及罢市。6月10日，曹、陆、章三人被免职。北洋政府在群众压力之下，最后正式拒绝在凡尔赛条约签字。山东问题交由华盛顿会议处理。
此后曹转入实业界，仍任交通银行总经理，中国通商银行总经理，天河煤矿公司总经理，中国实业银行总经理，正丰、井陉正丰煤矿股份公司董事长。曹在下野後，與段祺瑞多有聯絡，例如在段祺瑞出任臨時執政時，曾受邀到關外邀請張作霖入京。
1920年代，由曹汝霖发起，共有20多人出资，在阜成门内白塔寺沟沿建了一所医院，取名中央医院。曹汝霖一直担任中央医院的院长、名誉院长等职，经费方面都由他筹措。（1941年日军接管了协和医院等后，一些名医如钟惠澜、周华康等纷纷被中央医院网罗过来。医院的妇产科，也在此时创建，由林巧稚主持。中華人民共和國成立后，中央医院由中央人民政府接管，更名为人民医院，现在为北京大学人民医院。）
1927年，曹汝霖任张作霖军政府财政委员会委员长。1936年7月，任冀察政务委员会委员。1942年3月，被任命为华北政务委员会咨询委员，新民印刷公司董事长。日本佔領華北後，曾多次要求曹汝霖出任偽政府委員長等官職，曹汝霖堅拒不受。並多次為被日軍拘捕審訊的人作擔保，並且無意中保護了重慶國民政府的特工。
1949年，中华人民共和国成立，曹汝霖迁居台湾，未幾到日本居住到1957年，後又迁到美国。
1966年，曹汝霖在美国底特律逝世，享壽高齡89歲。

## 評價與其他
- 他在晚年时撰写回忆录《一生之回忆》。其中，他提过关于与日本签署青岛撤兵换文之事，称“欣然同意”之语其实是普通措辞。他写道：“那知後來巴黎和會竟引為攻擊之藉口，以為承認山東權益，豈非奇談，真是風馬牛不相及也。”对于因五四事件而被迫辞职，他认为“此事距今四十餘年，回想起來，於己於人，亦有好處。雖然於不明不白之中，犧牲了我們三人，卻喚起了多數人的愛國心，總算得到代價。”

- 他在《一生之回忆》中，稱親日但並非親日本軍閥，對於日本軍閥侵略中國，深惡痛絕。

- 蔣中正經北伐統一後，亦尊重曹汝霖，曾詢問對日政策的意見。

- 日本戰後首相吉田茂在戰前曾出任外交領事等官職，亦曾與公開/秘密與曹汝霖見面，當政以後，對旅居日本的曹汝霖多加照料，並多次詢問其意見。

- 顧維鈞在回憶錄中寫道︰我認識曹汝霖，並與其在外交部，特別是當簽訂“二十一條”時共過事。就我們所共之事而言，我始終感到曹先生是一位能幹的外交家，是擁護國家利益的。史學家劉仲敬借顧維鈞之口盛讚曹汝霖，並說：日本侵華後幾度要求曹出任要職，都被曹拒絕了[6]。

- 五四运动中北大学生梅思平曾參與放火焚烧曹汝霖住宅的運動（但並非領導者且亦有資料顯示縱火者是匡互生）。但在日本人占领北平後，要曹汝霖出来任職遭拒，梅思平却出任了日偽政府组织部长、内政部长等职务。抗战胜利后，梅思平以叛國罪被处决。

- 2020年香港中學文憑考試歷史科爭議中試題所提及的「法政大學一年速成班」，根據《一生之回憶》所述，是曹汝霖與范源濂邀請當時日本法政大學校長梅謙次郎出面舉辦，曹范在舉辦初期曾任講師。清末新政所成立的各省諮議局議員，多數都是法政大學一年速成班的畢業生。